# Jagdgeschwader 5
Das Jagdgeschwader 5 war ein Jagdgeschwader der deutschen Luftwaffe während des Zweiten Weltkriegs. Einsatzgebiet dieser Einheit war Nordeuropa, hauptsächlich Norwegen und das nördliche Finnland. Aufgrund dessen wurde es auch Eismeer-Geschwader genannt. Mehr als zwei Dutzend Flugzeuge dieser Einheit sind heute noch erhalten – mehr als von jeder anderen Weltkriegs-Einheit der Luftwaffe.

## Geschichte

### 1942

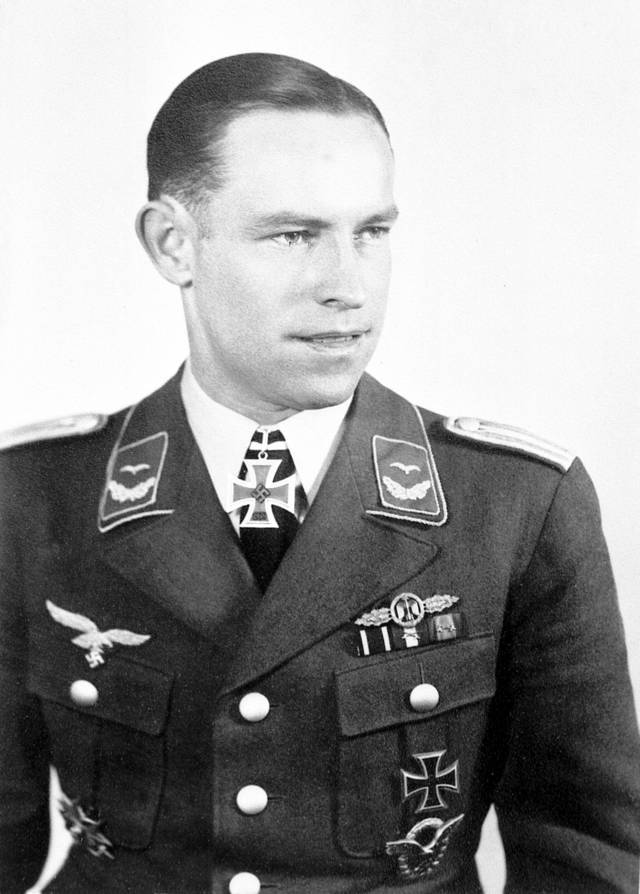
Heinrich Ehrler (1917–1945), Jagdgeschwader 77, 5 und 7, ca. Sept. 1942

Gebildet wurde das Jagdgeschwader 5 im Januar 1942 aus Einheiten der I. Gruppe des Jagdgeschwaders 77, die bereits in Norwegen stationiert waren und in I./JG 5 umbenannt wurden. Die II. Gruppe wurde völlig neu aufgestellt und die III. Gruppe wurde im Mai aus Teilen der I. Gruppe des Jagdgeschwaders 1 formiert.

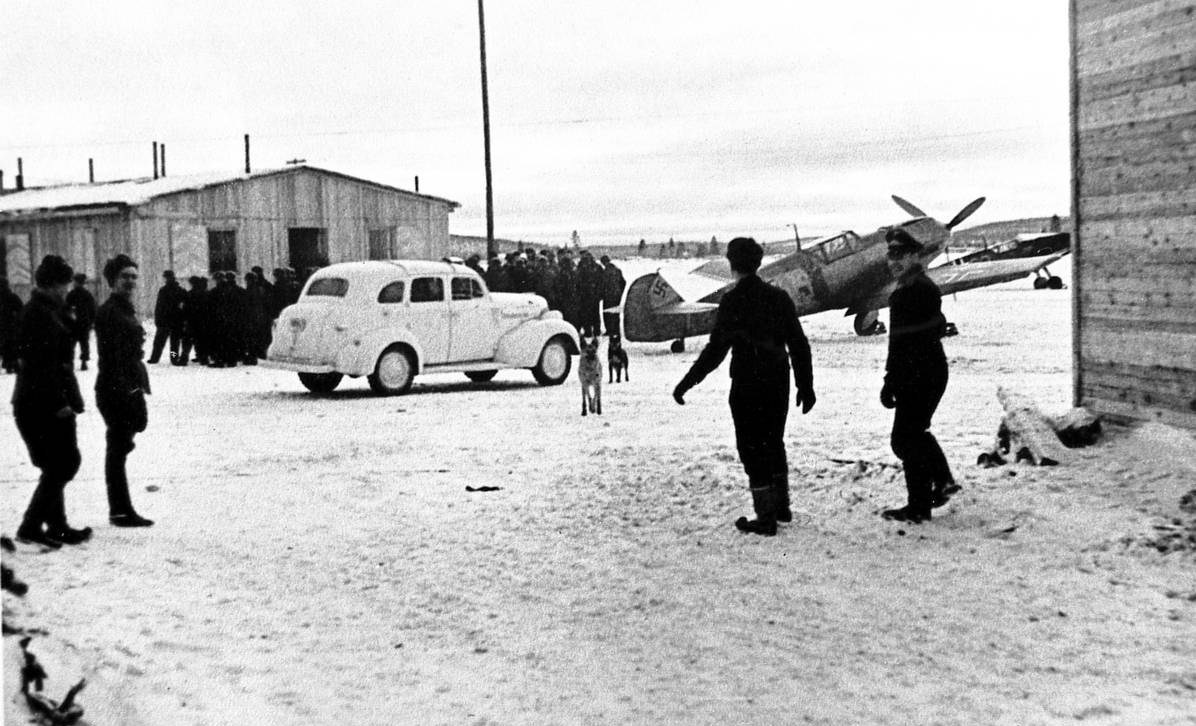
Liegeplatz der II./JG 5 mit Bf 109 E-4/E-7, vermutl. in Petsamo, Jan. – April 1942

Die Einheit hatte den Auftrag, die Lufthoheit in den besetzten skandinavischen Ländern sicherzustellen und Unterstützung für die Wehrmachtsoperationen im Gebiet um Murmansk zu leisten. Das Jagdgeschwader 5 hatte außerdem die Aufgabe, die sowjetische Versorgung der Karelischen Front über die Murmanbahn zu unterbinden.
Die I. Gruppe war in Stavanger an der Westküste Norwegens stationiert, um alliierte Angriffe auf deutsche Schiffskonvois zu verhindern. Die II. und die III. Gruppe waren in Petsamo (Finnland) aufgestellt, um Operationen an der Ostfront zu unterstützen. Das Jagdgeschwader 5 hatte mit Einsatzbedingungen zu kämpfen, die wohl einzigartig in der Geschichte der Luftwaffe waren: einem Sommer, in dem die Sonne rund um die Uhr am Himmel stand, einem Winter mit völliger Dunkelheit sowie den arktischen Temperaturen in diesen Breitengraden.
Zu Beginn des Sommers 1942 wurde die Luftflotte 5 verstärkt und verfügte nun über 250 einsatzbereite Flugzeuge. Unterstellt war ihr der Fliegerführer Nord-Ost Obstlt. Walter Lehweß-Litzmann (verantwortlich für die Fronteinsätze) und der Fliegerführer Lofoten, Oberst Ernst-August Roth (verantwortlich für die Anti-Schiffs-Operationen). Im Verlauf des Frühjahrs errangen die II. und die III./JG 5 aufgrund ihrer Luftüberlegenheit einige herausragende Erfolge, auch weil die Sowjetunion lediglich über 170 einsatzbereite Flugzeuge verfügte. Die Luftflotte 5 profitierte darüber hinaus vom Einsatz eines Freya-Radar-Gerätes.
Während des Sommers brachte die Sowjetunion neue Kräfte an die Front, darunter Einheiten, die mit der Jakowlew Jak-1 ausgestattet waren. Dieses Flugzeug war der Bf 109 F ebenbürtig. Am 19. Juli vermeldeten Lt. Bodo Helms und Ofw. Franz Dörr jeweils einen Jak-1-Abschuss, Uffz. Werner Schumacher beanspruchte zwei Abschüsse (der Gesamtverlust der sowjetischen Seite betrug 5 Flugzeuge: eine MiG-3, 3 Airacobras und Kittyhawks sowie eine Hurricane). Auf deutscher Seite wurden Fw. Leopold Knier und Uffz. Hans Döbrich abgeschossen. Beide Piloten konnten sich retten – Knier ging in Kriegsgefangenschaft, während Döbrich es schaffte, wieder zu seiner Einheit zurückzukehren.
Die Luftflotte 5 vermeldete im Juli 1942 26 eigene Verluste, während die sowjetischen Luftstreitkräfte 32 Flugzeuge verloren, hauptsächlich durch das Jagdgeschwader 5.
Am 21. August beanspruchte die 6./JG 5 den Abschuss von 14 sowjetischen Flugzeugen; russische Unterlagen zählen jedoch lediglich den Verlust von zwei LaGG-3 und zwei I-16 über Wajenga. Zwei weitere Flugzeuge waren aufgrund von Beschädigungen zur Landung gezwungen. Das Jagdgeschwader 5 verlor zwei Bf 109, eine davon geflogen vom Staffelkapitän der 6./JG 5, ObIt. Hans Dieter Hartwein.
Während dieser Zeit vermeldeten beide Seiten unrealistische Abschusszahlen – das Jagdgeschwader 5 beanspruchte 72 Siege für sich, während die sowjetische Seite lediglich 24 Totalverluste sowie 7 beschädigte Flugzeuge und 13 Vermisste notierte. Vier weitere Flugzeuge gingen durch Flugabwehrfeuer verloren.
Im weiteren Verlauf des Jahres 1942 nahm der militärische Druck der Alliierten auf Norwegen und Finnland zu. Aus diesem Grund wurden Teile der III. Gruppe und die neu gebildete IV. Gruppe in die Gegend um Trondheim verlegt. Ein weiterer Teil der III. Gruppe wurde in Kirkenes stationiert. Dies geschah zum einen, um die zunehmenden Angriffe der sowjetischen Luftstreitkräfte zu bekämpfen, und zum anderen, um die Angriffe auf alliierte Schiffskonvois im Nordmeer verstärken zu können. Leutnant Heinrich Ehrler (6./JG 5) bekam für seinen 64. Luftsieg am 4. September das Ritterkreuz des Eisernen Kreuzes verliehen.

### 1943

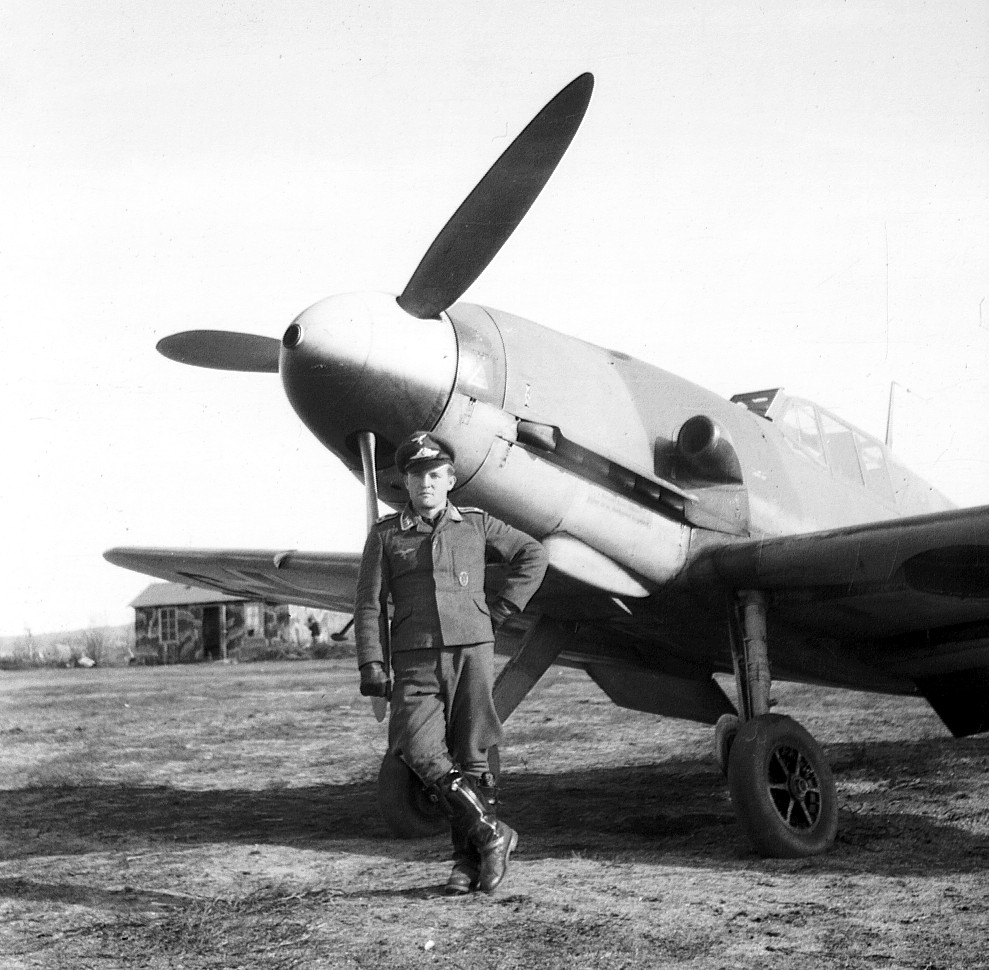
Messerschmitt Bf 109 F-4, 6./JG 5 in Petsamo, Nordfinnland, ca. Juni 1942

Im Januar 1943 waren die I. und die IV./JG 5 in Südnorwegen stationiert, ausgerüstet mit Fw 190A-2, A-3 und A-4. Die I./JG 5 hatte ihre Basen in Lista, Sola, Kjevik und Herdla. IV./JG 5 war auf Basen rund um Trondheim verteilt, ausgerüstet mit Bf 109F und Fw 190A. Die II. und III. Gruppe bekämpften sowjetischen Kräfte an der Nordpolarfront, hauptsächlich mit Bf 109F-4. Der Stab, die 4./JG 5 und die 6./JG 5 waren in Alakurtti stationiert; Die 5., 8., und 9./JG 5 waren in Kirkenes stationiert und die 7./JG 5 in Petsamo. Anfang März verzeichnete die 6. Staffel unter dem Kommando von Hauptmann Heinrich Ehrler den 500. Luftsieg.
Anfang 1943 wurde zusätzlich eine Jagdbomber-Staffel aufgestellt, die 14.(Jabo)/JG 5. Ausgestattet war sie mit modifizierten Fw 190A unter dem Kommando von Hptm. Friedrich-Wilhelm Strakeljahn. Im Mai 1943 zerstörte die Einheit innerhalb von nur drei Tagen zwei russische U-Boote und zwei Frachter; am Ende des Jahres waren Frachtschiffe mit insgesamt 39.000 BRT versenkt worden.
Im Juni 1943 wurde Oberstlt. Gotthard Handrick zum Jagdfliegerführer Ostmark (ab Juni 1944 in 8. Jagddivision umbenannt) versetzt und durch den Gruppenkommandeur der III./JG 5, Major Günther Scholz ersetzt. Mitte 1943 erreichte das Jagdgeschwader 5 auch seine maximale Einsatzstärke. Es bestand nun aus 14 Staffeln; 12 regulären Jäger-Staffeln, ausgerüstet mit Bf 109 und Fw 190, einer Bf 110-Zerstörerstaffel (13.(Z)/JG 5) und einer Jagdbomber-Staffel (14.(Jabo)/JG 5). 1943 war auch das letzte Jahr, in dem der Einsatz des Jagdgeschwaders 5 im bisherigen Operationsgebiet aus taktischen Überlegungen heraus sinnvoll war. Am Ende des Jahres wurden die I und die II. Gruppe abgezogen und operierten des Rest des Krieges getrennt vom restlichen Geschwader.
Im November 1943 wurde die I. Gruppe nach Rumänien verlegt, um die kriegswichtigen Ölfelder in Ploiești zu schützen. Unterstellt wurde sie der Luftflotte 1. Gruppenkommandeur war seit Februar 1943 Hauptmann Gerhard Wengel. Er starb bei einem Einsatz am 10. Januar 1944, als seine Bf 109 in der Nähe von Radomir abstürzte. Ersetzt wurde Wengel am 26. März 1944 durch Hauptmann Horst Carganico. Nach einem Luftkampf mit amerikanischen B-17-Bombern starb dieser am 27. Mai 1944 in der Nähe von Chevry (Frankreich), als seine Bf 109 abstürzte, nachdem sie in eine Hochspannungsleitung geraten war. Carganico errang 60 Luftsiege.

### 1944

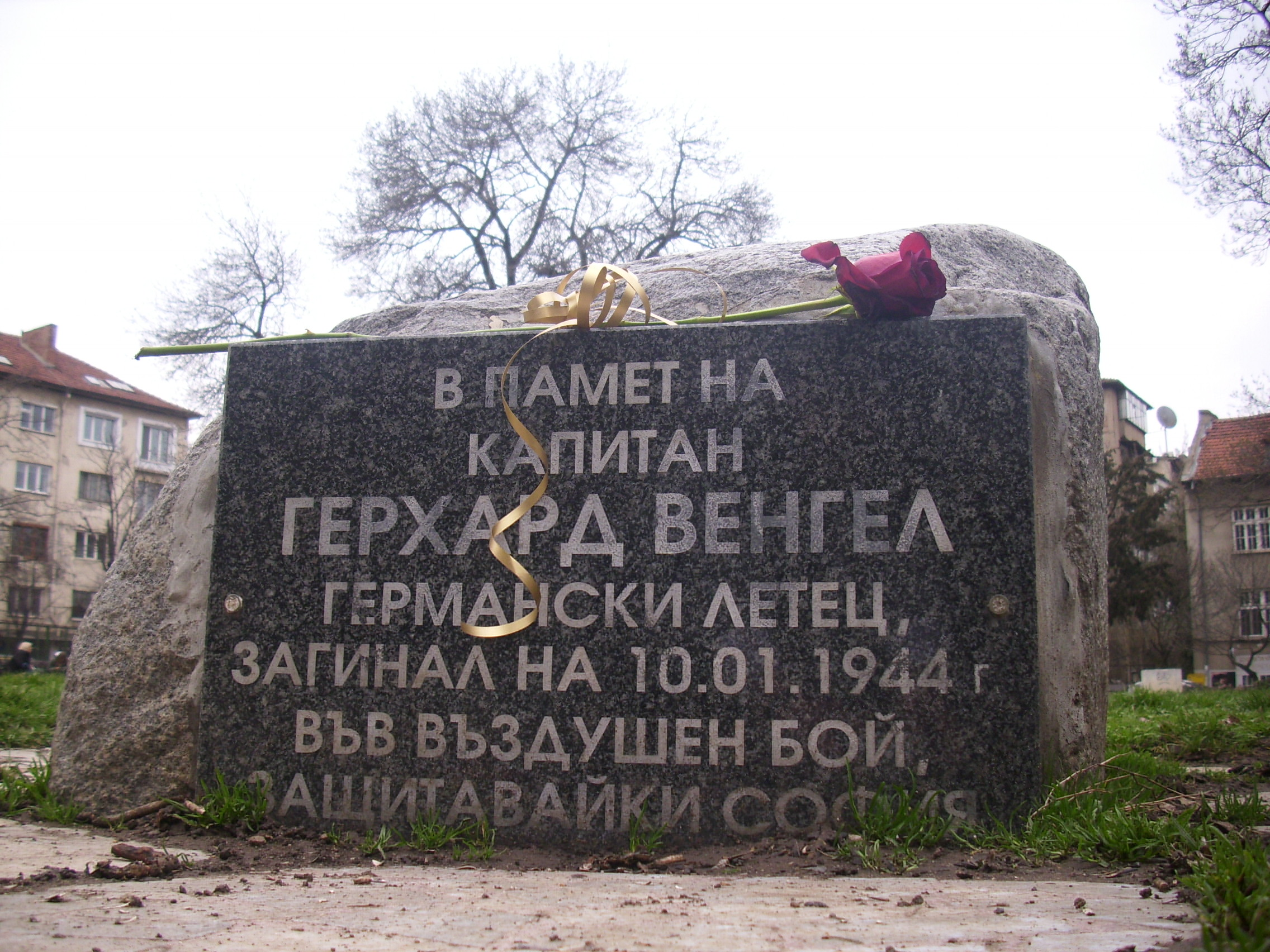
Gedächtnistafel für Hauptmann Gerhard Wengel in Sofia

1944 wurde die I. Gruppe umbenannt in III./Jagdgeschwader 6 und nach Frankreich verlegt. Im Juni – Juli 1944 errang Gruppenkommandeur Theodor Weissenberger 25 Luftsiege in der Normandie (die Hälfte aller Siege der gesamten Einheit).
Die II. Gruppe wurde nach Nordrussland verlegt und unter das Kommando der Luftflotte 1 gestellt und flog ab Mitte Juni für wenige Wochen Einsätze von Évreux über der Normandie, danach dann zum IV./Jagdgeschwader 4 umorganisiert und im Frühjahr 1945 nach Deutschland verlegt.
IV./JG 5 und 14./JG 5 wurden im August 1944 von Südnorwegen an die arktische Front verlegt. Die Gruppe nahm dort am 9. Oktober an der ersten von mehreren Luftschlachten im Rahmen der sowjetischen Offensive gegen Petsamo teil. Am Ende des Tages reklamierten das III. und das IV./JG 5 insgesamt 85 Abschüsse von sowjetischen Flugzeugen für sich (darunter der 3000. Luftsieg für das Jagdgeschwader 5) – bei lediglich einem eigenen Verlust.
Am 1. August 1944 wurde Major Heinrich Ehrler zum Geschwaderkommodore des Jagdgeschwaders 5 befördert.
Im November 1944 kehrte das IV./JG 5 nach Südnorwegen zurück. Bis zum Ende des Krieges war sie dort zuständig für den Schutz der deutschen U-Boot-Basen in Trondheim und Bergen.

### Der Untergang der Tirpitz
Am 12. November 1944 griffen Avro-Lancaster-Bomber der No. 9 und der No. 617 Squadron das deutsche Schlachtschiff Tirpitz im Tromsø-Fjord an. Major Ehrler versuchte mit einer Formation Bf 109G, die erst wenige Tage zuvor im nahe gelegenen Bardufoss eingetroffen waren, den Angriff zu verhindern, kam aber zu spät. Die Tirpitz sank nach schweren Bombentreffern – mehr als tausend Besatzungsmitglieder fanden dabei den Tod. Ehrler wurde seines Kommandos enthoben, vor Gericht gestellt und zu drei Jahren Festungshaft verurteilt (er starb bei einem Einsatz im Jagdgeschwader 7 am 4. April 1945).

## Heute noch erhaltene Flugzeuge des Jagdgeschwaders 5
21 Messerschmitt Bf 109 des JG 5, darunter sechs E-Modelle, acht F-Modelle und sieben G-Modelle; und sechs Focke-Wulf Fw 190 (fünf A-Modelle und ein F-Modell) existieren bis heute ganz oder teilweise. Dies ist (bei ca. 27 Flugzeugen insgesamt) die höchste Erhaltungsrate einer deutschen Luftwaffen-Einheit des Zweiten Weltkriegs. Das älteste existierende Flugzeug des Jagdgeschwaders 5, eine Bf 109E-3 mit der Werknummer 1983 befindet sich heute beim Charleston Aviation Services in Colchester, England und wird derzeit restauriert. Die älteste Fw 190, ein A-2 Modell mit der Werknummer 5476 ist für eine Restaurierung in Texas vorgesehen. Ein weiteres Flugzeug, eine Fw 190F, wird in Florida restauriert und soll dort mit einem originalen BMW-801-Motor wieder flugfähig gemacht werden.
Erhaltungszustand:
(F) = Flugfähig
(A) = Ausgestellt
(R) = in Restaurierung
(E) = Eingelagert
(W) = Wrack
(U) = Unbekannt

### Messerschmitt Bf 109E
- Bf 109E-3 1983, ex-5./JG 5 „Rote 12“, Bj. 1939, Verlust im Januar 1942 bei Murmansk, Bergung 1993. Aufbau bei Charleston Aviation Services, Colchester, UK (R). In Deutschland als D–FEML zugelassen und am 19. Juni 2023 erstmals nach der Restaurierung geflogen.[2]
- Bf 109E-3 2023, ex-Bf 109E-7, ex-8./JG 5 „Schwarze 9“ (Pilot Ofw. Walter Sommer) – abgestürzt am 27. Mai 1943,  Fighter Factory Virginia Beach, Virginia, USA (R)
- Bf 109E-3 3285, ex-Bf 109E-7, ex-4./JG 5 „Schwarze 12“, „Weiße 4“, „Gelbe 2“, Finnisches Luftwaffenmuseum, Tikkakoski (E)
- Bf 109E-3 3523, ex-CS + AJ, ex-Bf 109E-7, ex-5./JG 5, „Rote 6“, Jim Pearce, Sussex, UK (E)
- Bf 109E-7 5975, ex-6./JG 5 „Gelbe 4“ – abgeschossen am 10. Mai 1942, Mighty Eighth Air Force Museum, Savannah, Georgia, USA (A)[3] Hinweis: Cockpit-Sektion der Bf 109G-2

### Messerschmitt Bf 109F
- Bf 109F-4 7108, ex-NE + ML, ex-9./JG 5, Luftfahrtmuseum von Mittelfinnland, Tikkakoski, Finland (A)[4]
- Bf 109F-4 7485, ex-9./JG 5, „Schwarze 1“ Charleston Aviation Services, UK (E)
- Bf 109F-4 10144, ex-6./JG 5, „Gelbe 7“ (Pilot Fw. Albert Brunner) – abgestürzt am 5. September 1942, Air Assets International, Bloomfield, Colorado (R)
- Bf 109F-4 10212, ex-JG 5, Air Assets International, Bloomfield, Colorado, USA (E) Hinweis: nur Flügel und weitere Teile erhalten
- Bf 109F-4 10256, ex-11./JG 5, Air Assets International, Bloomfield, Colorado, USA (E)
- Bf 109F-4 10276, ex-JG 5, Air Assets International, Bloomfield, Colorado, USA (E)

- Bf 109F-4 Werknummer unbekannt, ex-JG 5, „Weiße 4“, Belgien (R)[5]

### Messerschmitt Bf 109G
- Bf 109G-2 10394, ex-6./JG 5, „Gelbe 2“ (Pilot Fw. Erwin Fahldieck) – abgestürzt am 29. April 1943, Malcolm Laing, Texas, USA (R)  Hinweis: nur einzelne Teile erhalten
- Bf 109G-2 13427, ex-9./JG 5, „Gelbe 2“, Russland (E)
- Bf 109G-2/R1 13470, ex-CI + KS, ex-8./JG 5, „Weiße 4“, Norsk Luftfartsmuseum, Bodø, Norwegen (R)
- Bf 109G-2/R6 13927, ex-6./JG 5, „Gelbe 6“, USA (W)
- Bf 109G-1/R2 14141, ex-DG + UF, ex-2./JG 5, „Schwarze 6“, Flyhistorisk Museum, Sola, Norwegen (R)
- Bf 109G-2 14658, ex-KG-WF, ex-6./JG 5, „Gelbe 2“, Seweromorsk, Russland (A)
- Bf 109G-2 14798 (VH-EIN), ex-GJ+QP, ex-8./JG 5, „Schwarze 10“, Christopher Kelly, Seaforth, Australien (R)
- Bf 109G-6 411768 ex-FN + RX, ex-RW + ZI, ex-II./JG 5, „Schwarze 1“, Vadim Zadorozny Technical Museum, Moskau, Russland (A)[6]

### Focke-Wulf Fw 190
- Fw 190 A-2, Wk. Nr. 5476, ex-JG 5, Eigentum von Wade S. Hayes, Texas, USA. Dies ist vermutlich die älteste erhaltene Fw 190. (R)
- Fw 190 A-3, Wk. Nr. 2219, ex-IV./JG 5,  Bergung aus dem Meer, wird zurzeit für das Norwegian Air Force Museum restauriert. (R)
- Fw 190 A-8, Wk. Nr. 350177, ex-12./JG 5, Eigentum von John W. Houston, Texas Air Museum in San Antonio, Texas, USA. (R)
- Fw 190 A-8, Wk. Nr. 732183, ex-12./JG 5, geflogen von Rudi Linz (79 Luftsiege). Abgeschossen über Norwegen während des Schwarzen Freitags am 9. Februar 1945 durch eine britische Mustang. Das Flugzeug ist heute Eigentum von John W. Houston und wird im Texas Air Museum restauriert. (R)
- Fw 190 F-8, Wk. Nr. 931862, 9./JG 5, „Weiße 1“, geflogen von Unteroffizier Heinz Orlowski. Abgeschossen durch eine P-51 über Norwegen am 9. Februar 1945. Restaurierung in Kissimmee, Florida, USA durch die The White 1 Foundation, Ziel ist die Wiederherstellung der Flugfähigkeit. Orlowski begutachtete im Jahr 2005 die Fortschritte während der Restaurierung persönlich. (R)

## Kommandeure

### Geschwaderkommodore
- Oberstleutnant Gotthard Handrick, Mai 1942 – Juni 1943
- Oberstleutnant Günther Scholz, Juni 1943 – Mai 1944
- Major Heinrich Ehrler, Mai 1944 – Februar 1945
- Oberstleutnant Günther Scholz, Februar 1945 – Mai 1945

### Gruppenkommandeure
I. Gruppe
- Major Joachim Seegert, Januar 1942 – April 1942
- Hauptmann Joachim von Wehren, April 1942 – Februar 1943
- Hauptmann Gerhard Wengel, Februar 1943 – 10. Januar 1944
- Oberleutnant Robert Müller, 10. Januar 1944 – 25. Januar 1944
- Major Erich Gerlitz, 25. Januar 1944 – 16. März 1944
- Major Horst Carganico, 26. März 1944 – 27. Mai 1944
- Hauptmann Theodor Weissenberger, 4. Juni 1944 – 14. Oktober 1944

II. Gruppe
- Major Hennig Strümpell, Januar 1942 – April 1942
- Hauptmann Horst Carganico, April 1942 – 26. März 1944
- Hauptmann Theodor Weissenberger, 26. März 1944 – 3. Juni 1944
- Oberleutnant Hans Tetzner, 4. Juni 1944 – 19. Juli 1944
- Oberstleutnant Franz Wienhusen, 1. September 1944 – Oktober 1944
- Hauptmann Herbert Treppe, Februar 1945 – Mai 1945

III. Gruppe
- Hauptmann Günther Scholz, März 1942 – Juni 1943
- Major Heinrich Ehrler, Juni 1943 – Mai 1944
- Hauptmann Franz Dörr, Mai 1944 – Mai 1945
- Oberleutnant Rudolf Glöckner, 1944/1945

IV. Gruppe
- Hauptmann Hans Kriegel, unbekannt – April 1944
- Oberleutnant Rudolf Lüder, 3. Oktober 1943 – unbekannt
- Hauptmann Fritz Stendel, 15. Mai 1944 – Mai 1945

Staffelkapitäne
13. (Z) Staffel
- Oberleutnant Felix Maria Brandis, 25. Januar 1942 – 2. Februar 1942
- Oberleutnant Max Franzisket, Februar 1942 – März 1942
- Oberleutnant Karl-Fritz Schloßstein, März 1942 – Juni 1942
- Oberleutnant Hans Kirchmeier, Juni 1943 – September 1943
- Hauptmann Herbert Treppe, September 1943 – Juli 1944

14. (Jabo) Staffel
- Hauptmann Friedrich-Wilhelm Strakeljahn, Februar 1943 – Februar 1944

## Bekannte Geschwaderangehörige
- Gotthard Handrick (1908–1978), gewann bei den Olympischen Sommerspielen in Berlin 1936 im Modernen Fünfkampf die Goldmedaille
- Henning Strümpell (1912–2003), war ein Brigadegeneral der Luftwaffe der Bundeswehr und Protagonist des Dokumentarfilms Unversöhnliche Erinnerungen der Regisseure Klaus Volkenborn, Johann Feindt und Karl Siebig